# Veiga (A Pobra do Brollón)
Veiga o San Xián de Veiga és una parròquia que pertany al municipi d'A Pobra do Brollón, a la província de Lugo.
Està delimitada per les parròquies de Piño i A Ferreirúa al nord, Santalla de Rei al sud, A Ferreirúa i Ferreiros a l'est, i Piño a l'oest. Es troba a uns 63 km de la capital provincial i a 6 km d'A Pobra do Brollón. Està banyada pels rius Cabe i el seu afluent Picarrexo.
L'any 2014 la seva població era de 31 habitants, segons dades de l'IGE, distribuïts en set entitats de població: O Campo, Centeais, Cortiñas, Outeiro, Picais, A Ponte i Vales. La seva superfície és de 2,5 km².
Cal destacar la seva església romànica de Sant Julià (San Xián), del segle xii, que conserva un retaule del segle xvii. També és important la Granja Robles, que fou propietat de Gil Robles. Les seves festes se celebraven en honor del Corpus Christi, a començaments del mes de juny. La festa feia dècades que no se celebrava però es va recuperar durant alguns anys de la primera dècada d'aquest segle.